# Villarejo de Fuentes
Villarejo de Fuentes é um município da Espanha na província de Cuenca, comunidade autónoma de Castilla-La Mancha, de área 128,28 km² com população de 727 habitantes (2004) e densidade populacional de 5,67 hab/km².

## Demografia
| Variação demográfica do município entre 1991 e 2004 | Variação demográfica do município entre 1991 e 2004 | Variação demográfica do município entre 1991 e 2004 | Variação demográfica do município entre 1991 e 2004 |
| --------------------------------------------------- | --------------------------------------------------- | --------------------------------------------------- | --------------------------------------------------- |
| 1991                                                | 1996                                                | 2001                                                | 2004                                                |
| 915                                                 | 838                                                 | 744                                                 | 727                                                 |